# Justicia acuta
Justicia acuta är en akantusväxtart som först beskrevs av C. B. Cl., och fick sitt nu gällande namn av Henry Georges Fourcade. Justicia acuta ingår i släktet Justicia och familjen akantusväxter. Inga underarter finns listade i Catalogue of Life.